# Thomas Härry
Thomas Härry (* 1965 in Birrwil) ist ein Schweizer Theologe, Pastor, Dozent am TDS Aarau – Höhere Fachschule Theologie, Diakonie, Soziales und Buchautor im Bereich christlicher Spiritualität.

## Leben
Thomas Härry ist in Birrwil, im Kanton Aargau aufgewachsen. Nach einer Berufslehre entschloss er sich zu einem Studium für Evangelische Theologie am Theologisch-Diakonischen Seminar Aarau und an der ESCT in Korntal, das er mit einem M.A. in Theological Studies abschloss.
Von 1999 bis 2010 war Härry leitender Pastor der Minoritätsgemeinde Aarau, die zum Verband Evangelischer Freikirchen und Gemeinden in der Schweiz gehörte. Er war mehrere Jahre Theologischer Lehrer eines theologischen Jahreskurses, Gemeindeberater und Seminarleiter bei Campus für Christus Schweiz. Seit 1994 ist er Dozent am TDS Aarau für Neues Testament, Gemeindearbeit und Leadership.
Härry ist langjähriger ehrenamtlicher Mitarbeiter des Magazins «Aufatmen» des Bundes Verlages Schweiz, einer Tochter des SCM Bundes-Verlages in Witten. Von 2010 bis 2014 leitete er die Schweizer Redaktion des Magazins und deren Beirat. Er ist Autor etlicher christlicher Bücher.

## Privates
Thomas Härry ist verheiratet mit Karin Härry-Oltmanns. Das Paar hat drei Töchter und wohnt in Rombach im Kanton Aargau.

## Veröffentlichungen
- Echt und stark: kraftvoll glauben, Tiefgang finden, SCM R. Brockhaus, Witten 2007; 10. Auflage 2021, ISBN 978-3-417-26935-2.
- Das Geheimnis deiner Stärke. Wie Gott deine Lebensgeschichte gebrauchen will, SCM R.Brockhaus, Witten 2009, 7. Aufl. 2015, ISBN 978-3-417-26286-5.
- Voll vertrauen: Erfahren, wie Gott mich trägt, SCM R. Brockhaus, Witten 2011, ISBN 978-3-417-26443-2; 7. überarbeitete Neuausgabe 2024, ISBN 978-3-417-01006-0.
- Von der Kunst, sich selbst zu führen, SCM R. Brockhaus, Witten 2015, ISBN 978-3-417-26591-0.
- Von der Kunst, andere zu führen, SCM R.Brockhaus, Witten 2015, ISBN 978-3-417-26665-8.
- Sterne leuchten nachts, SCM R.Brockhaus, Witten 2016, ISBN 978-3-417-26783-9.
- Die Kunst des reifen Handelns, SCM R.Brockhaus, Witten 2018, ISBN 978-3-417-26834-8.
- Der Ideen-Entzünder. Von der Treue im Großen, mutigen Entscheidungen und dem Glauben am Montag – Eine Biografie im Dialog. Mit und über Ulrich Eggers, SCM R. Brockhaus, Holzgerlingen 2022, ISBN 978-3-417-26902-4.
- Die Seele des Leitens. Vom guten Umgang mit anderen und mit sich selbst, SCM R. Brockhaus, Holzgerlingen 2023, ISBN 978-3-417-00071-9.

Als (Mit-)Herausgeber:
- Deus adest: Gott ist da: das Tageszeitgebet neu entdecken, SCM R. Brockhaus, Witten 2013, ISBN 978-3-417-26525-5.
- mit Michael Herbst: Von der dunklen Seite der Macht. Was Führung gefährdet und was sie schützt, Gerth Medien, Aßlar 2022, ISBN 978-3-95734-831-9.

Aufsätze:
- Ich und Peter Drucker. In: AufAtmen, Ausgabe 4/2016, SCM Bundes-Verlag Witten.
- Ich... und Magnus Malm. In: AufAtmen, Ausgabe 3/2020, SCM Bundesverlag, Witten 2020, S. 56.